# 齊平公
齊平公（？—前456年），姜姓，名驁，齊簡公之弟。魯哀公十四年（前481年）六月，田成子（又稱陳恆、田常、陳成子）殺齊簡公和監止，立簡公弟驁為齊平公，自立為太宰。孔子聽到消息之後，沐浴而朝，他請見魯哀公及三桓，請求魯國出兵討伐陳恆，但沒有得到支持。早在這年春天，魯哀公狩獵獲麟，孔子十分恐慌，說“吾道窮矣”，於是《春秋》絕筆。從此田氏家族專權於齊國平公、宣公、康公三代。陳恆為相時常告訴齊平公：“德施人之所欲，君其行之；刑罰人之所惡，臣請行之。”